# 美国国家植物园
美国国家植物园（英語：United States National Arboretum），是美国华盛顿特区东北区的一个植物园，由美国农业部农业研究局（Agricultural Research Service）经营。它是在美国农业部首席植物学家弗雷德里克·弗农·科维尔（Frederick Vernon Coville）提議設立后，根据美国国会法案于1927年建立的。国会大厦廊柱也位于国家植物园之中。
国家植物园占地446英畝（1.80平方），位于国会大厦的东北方2.2英里（3.5），入口处在纽约大道和R街。农业研究局现有2200多名科学家及研究人员，研究项目超过千余项，其下的亨利•华莱士贝尔茨维尔农业研究中心（Henry A. Wallace Beltsville Agricultural Research Center）是全球最大的农业研究机构，研究项目包括空气质量、动物卫生、作物生产、保护和检疫、食品生产、食品安全、全球变化、人类营养、综合养殖系统，植物病害、植物遗传及改良、农产品质量和利用、土壤资源管理等。而国家植物园就是亨利•华莱士贝尔茨维尔农业研究中心的一个分支机构。除华盛顿特区的主要校园外，亨利·华莱士·贝尔茨维尔农业研究中心在马里兰州贝尔茨维尔和田纳西州麦克明维尔都有研究地点。
美国国家植物园是美国农业部进行植物学研究的主要中心，包括树木，灌木，草皮的应用研究以及新观赏植物的开发。除了图书馆和历史收藏品（档案馆）外，该机构还拥有超过80万个标本的大量植物标本室，记录了野生和栽培植物的多样性。

## 历史
美国国家植物园是根据1927年3月4日的国会法案正式成立的。该法案授权在当时被称为汉密尔顿山的地方建立植物园，但实际上并没有拨出任何资金来实现这一目标。该特定区域非常适合植物园，因为它的土壤和地貌各不相同，因此没有永久性建筑物。十个月后，美国总统卡尔文·柯立芝签署了一项法律，为国家植物园拨款30万美元。最初的189英畝（76公頃）于1928年购买，另外增加了196英畝（79公頃）在1934年被收购。1938年，1948年和1949年购买了额外的土地，加上随后的小规模扩张，使美国国家植物园目前的占地面积为446英畝（180公頃）。

## 花园和展区

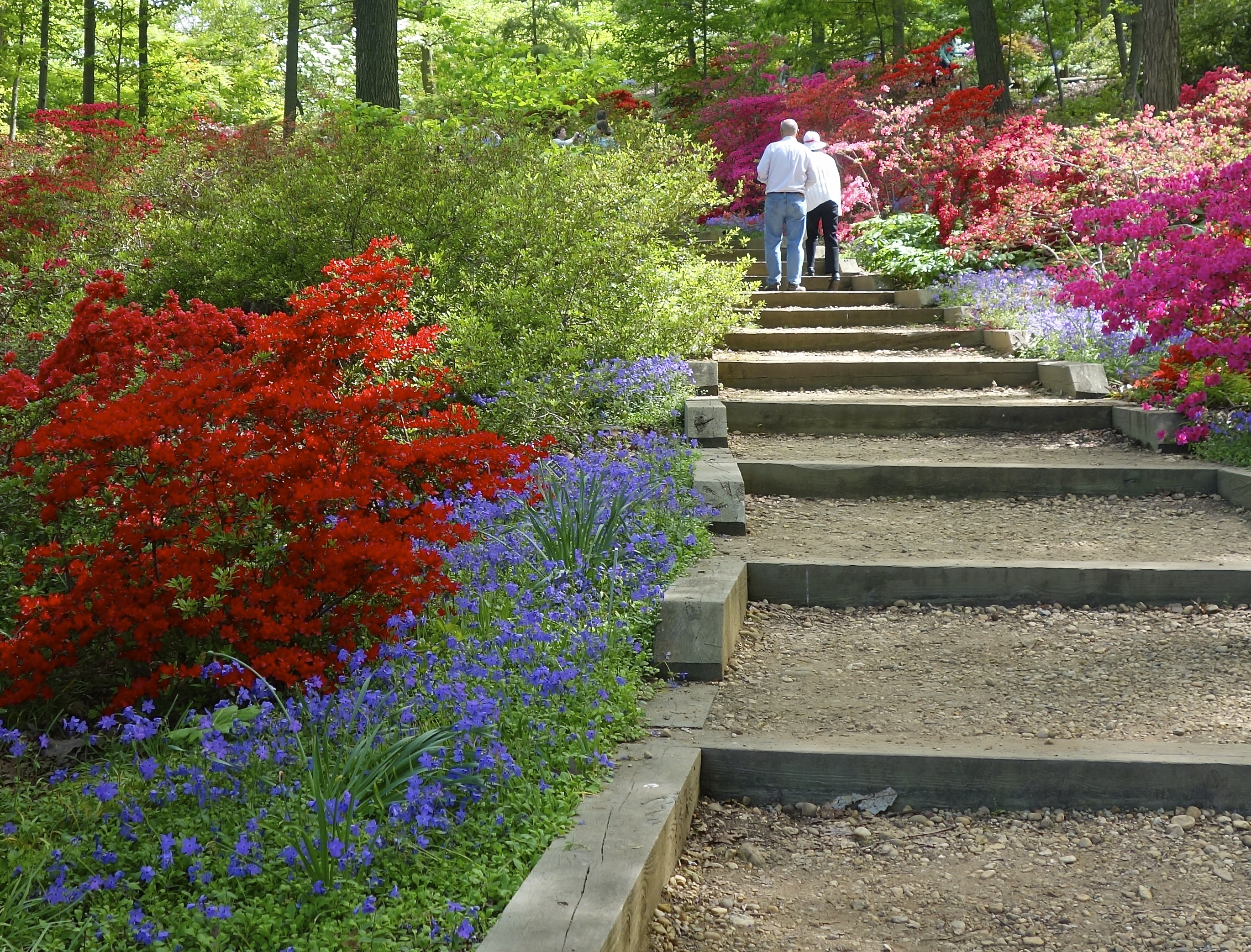
美国国家植物园杜鹃花收藏

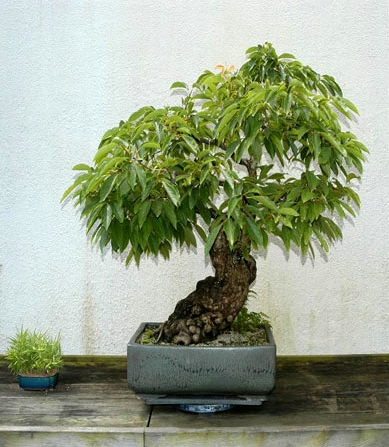
盆景柿子于1983年由摩洛哥国王赠送给罗纳德·里根总统。美国国家植物园国立盆栽和盆景博物馆

### 主要花园
- 亚洲展区
  - 日本林地，亚洲山谷，中国山谷和韩国山坡
- 蕨谷原生植物展区
  - 林地，草原和东南沿海平原
- 开花的树展区
- 友谊花园和乔木楼
- Gotelli矮株和慢速生长的针叶树系列
  - Gotelli和Watnong展区
- 国立盆栽和盆景博物馆
- 国家州树园林
- 国家药草园
  - 历史悠久的玫瑰，结园和主题花园
- 华盛顿青年花园

### 单属分组
- 杜鹃花展区

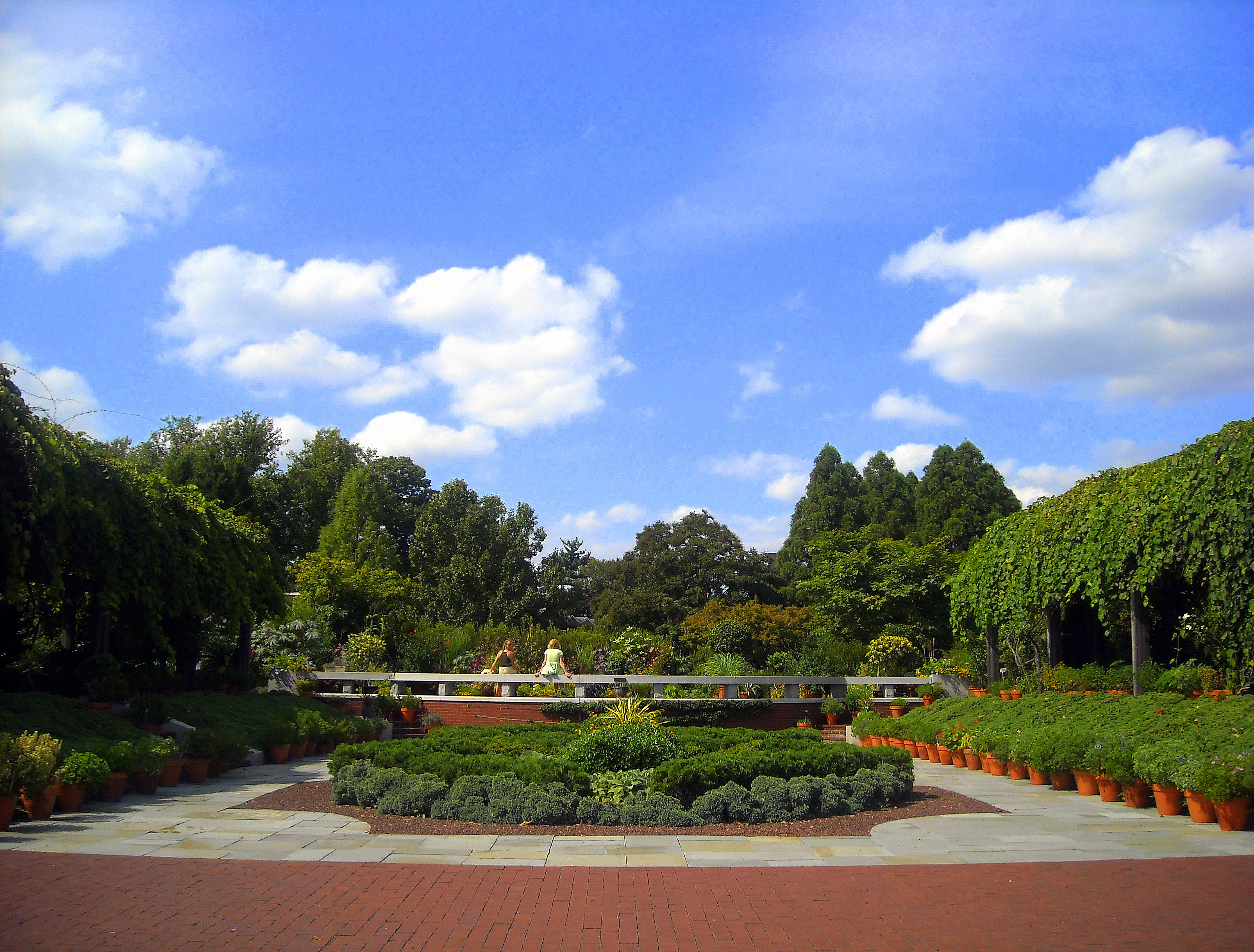
美国国家植物园国家药草园

  - Glenn Dale杜鹃花山坡，莫里森花园和李花园
- 山茱萸屬展区
- 冬青树展区
- 玉兰展区
- 国家枫树展区[10]
- 国家黄杨木展区[11]
- 多年生植物展区

### 国立盆栽及盆景博物馆
国立盆栽和盆景博物馆的藏品遍布日本、中国和北美的展馆。玛丽·E·罗斯（Mary E. Mrose）展览馆的特色是旋转盆景以及观赏石。
在眾多的盆景收藏品中，有一盆宮島五葉松（Pinus parviflora 'Miyajima'），这是日本人Masaru Yamaki（山木勝）在1975年为纪念美国建国200周年捐赠的。這盆盆景從1625年起，已經開始修剪、塑型，2025年時樹齡將達到400歲，它原先是栽培在日本广岛，在廣島市原子彈爆炸事件中幸存下来。

## 其他特色
国会大厦廊柱（National Capitol Columns）是一组22条科林斯式柱子，它们曾经是1828年至1958年美国国会大厦的东门廊的一部分位于椭圆草甸上的山顶上。
美国国家植物园有一对交配的白头海雕，名叫“总统先生”和“第一夫人”。两人于2014年开始在植物园筑巢；这是自1947年以来，第一批在此筑巢的鹰。由美国鹰基金会赞助的鹰“鸟巢相机”在交配季节提供了鸟巢的实时视频。
在植物园中可以找到一些公共艺术品，包括美国雕塑家贝弗利·佩珀（Beverly Pepper）的《分裂仪式》（Split Ritual）。该作品由类似于大型工具的四个垂直部分组成。将它们圆形放置在扁平的甜甜圈形底座上。该雕塑于1993年树立。

## 图集

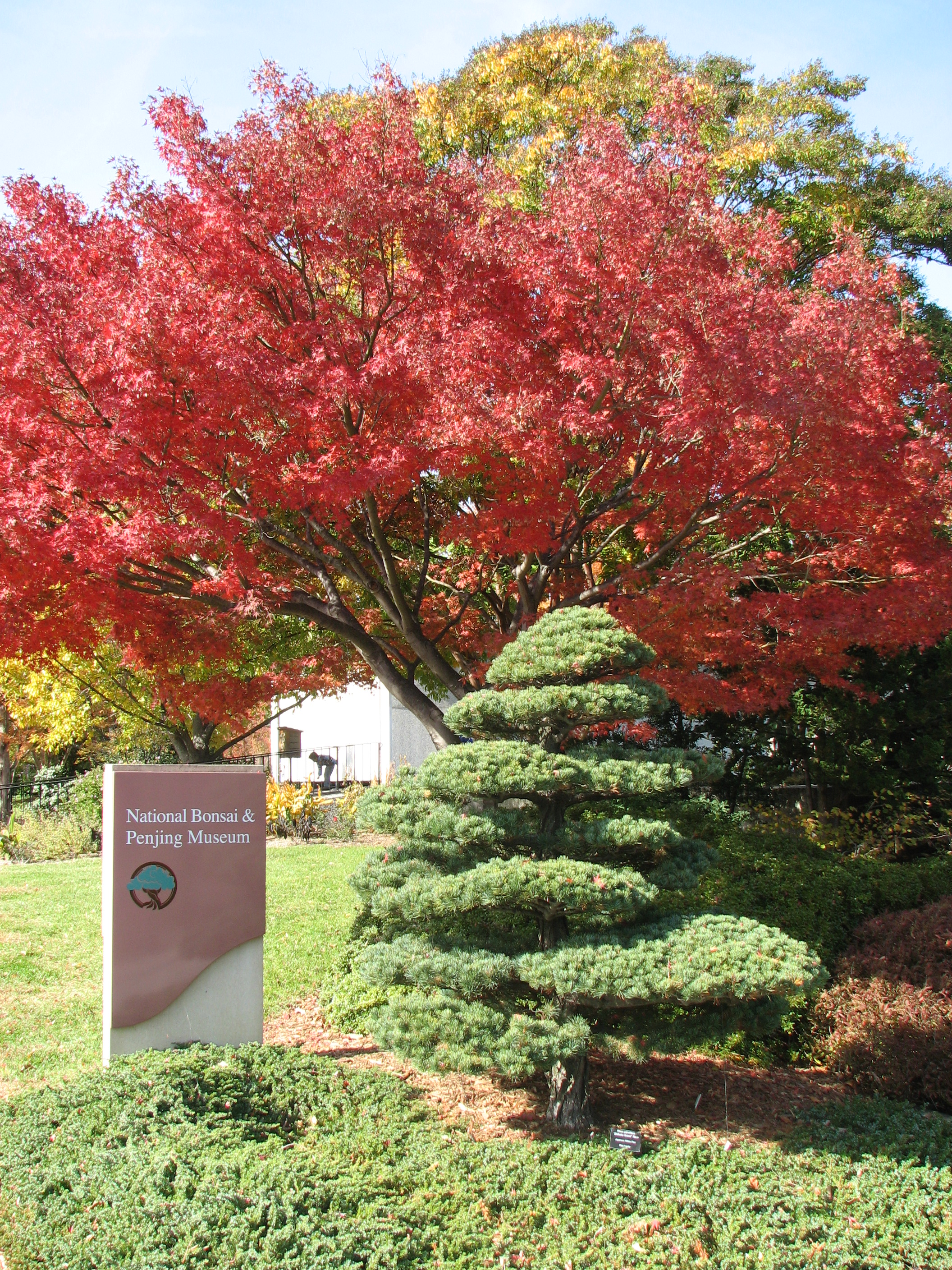
美国国家植物园国家盆栽和盆景博物馆入口
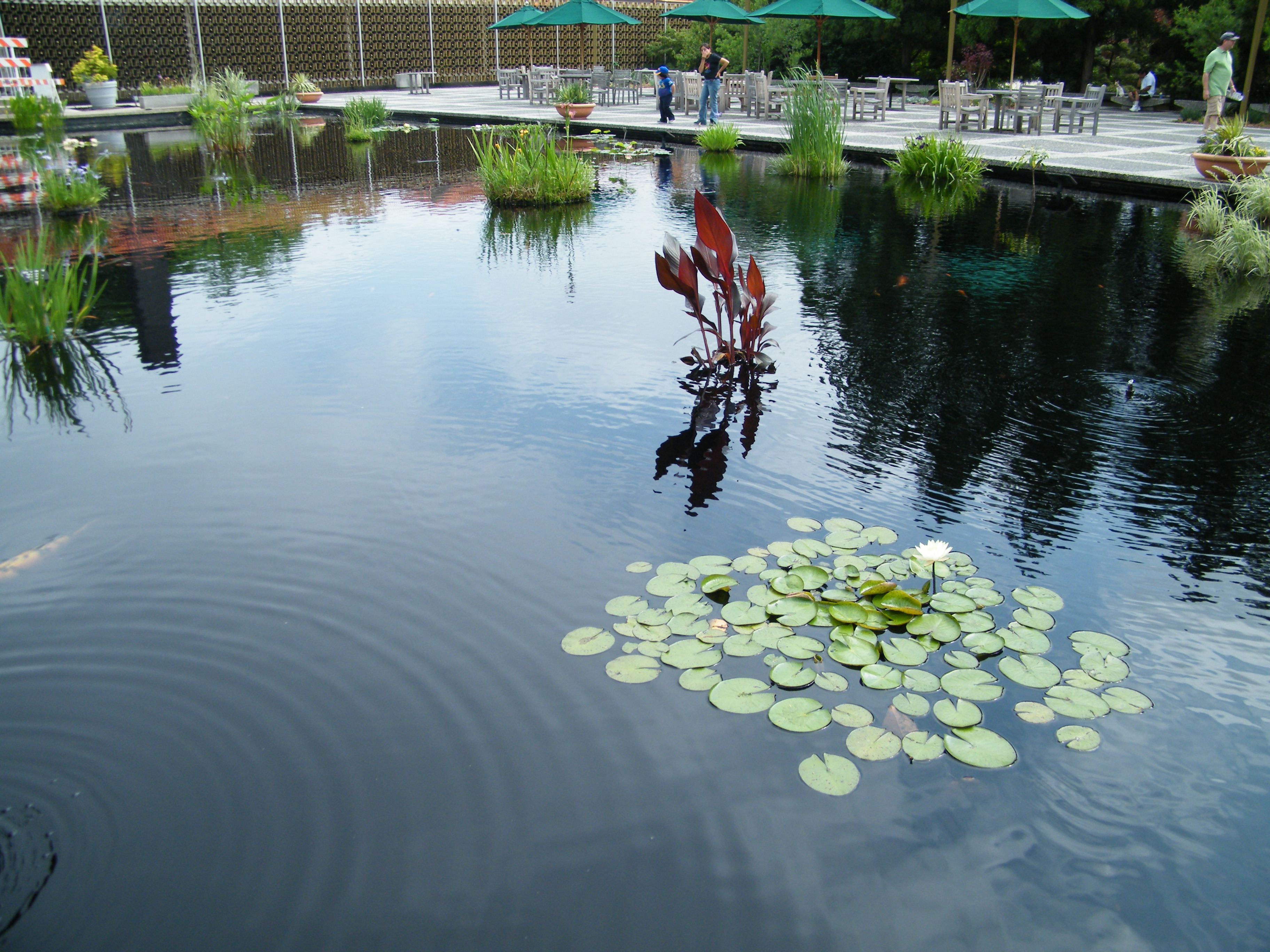
美国国家植物园反射池
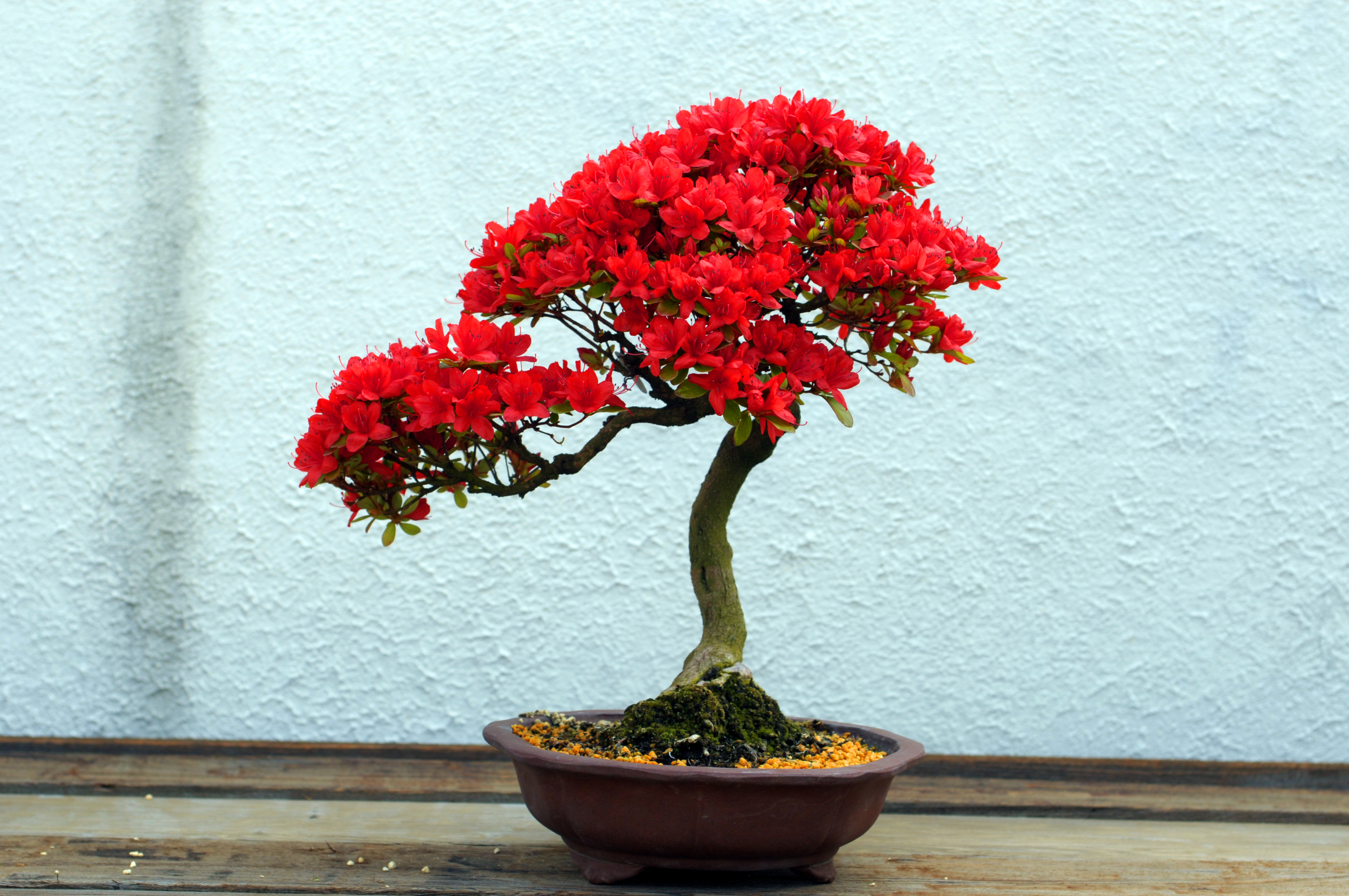
美国国家植物园久留米杜鹃盆景
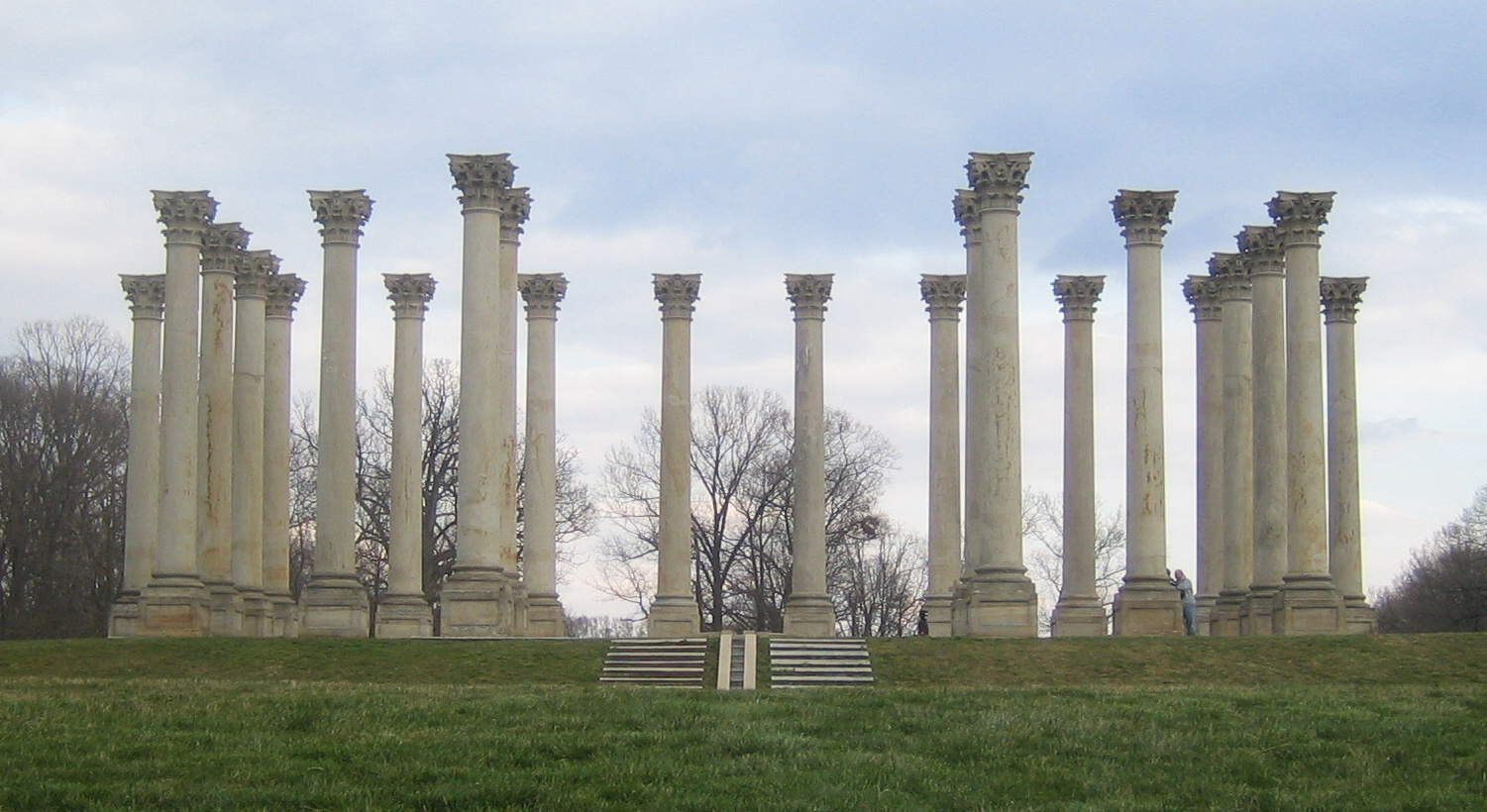
美国国家植物园国会大厦廊柱
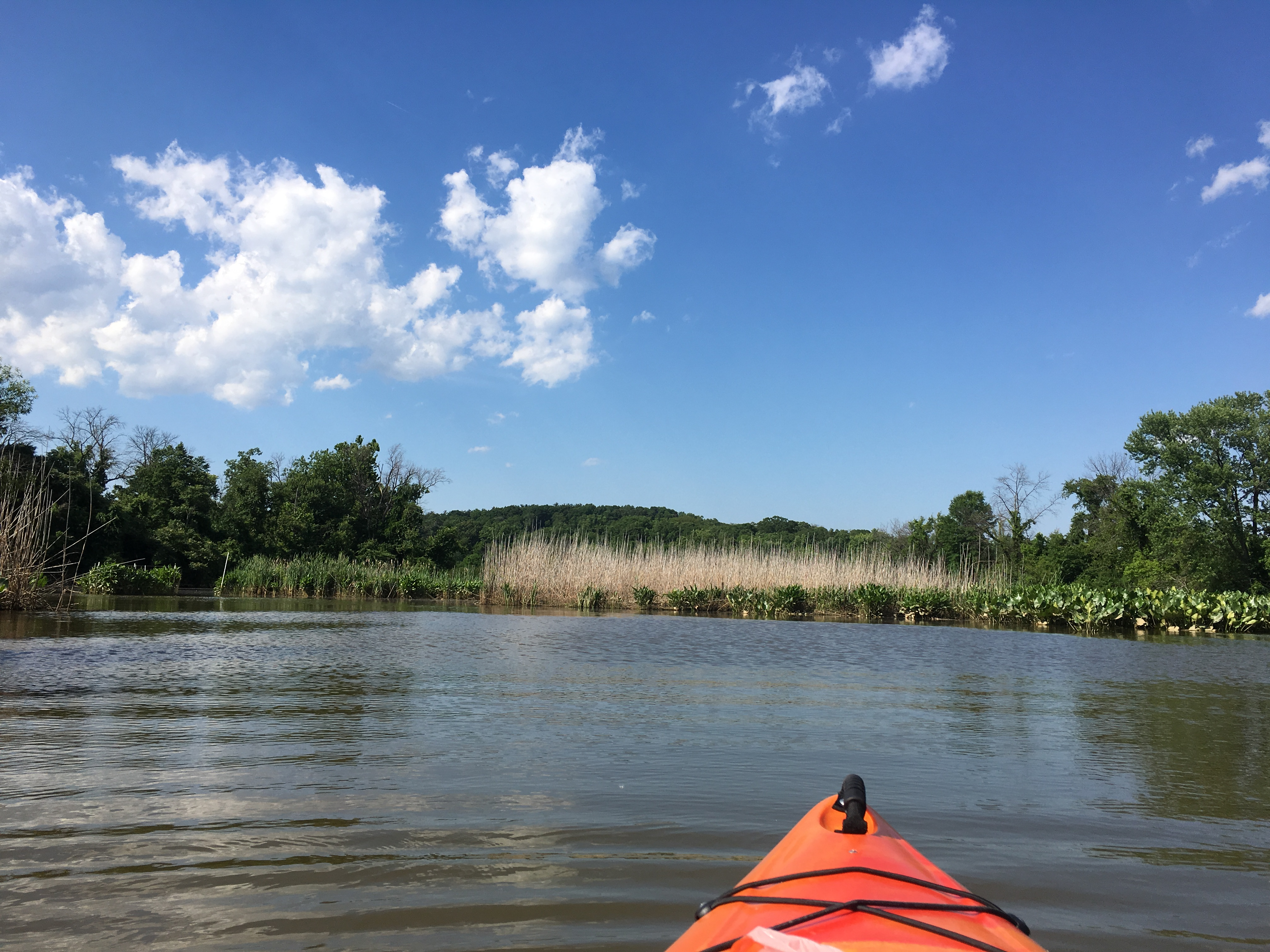
安那考斯蒂亚河上的美国国家植物园的景色